# Nowaja Ochta (przystanek kolejowy)
Nowaja Ochta (ros. Новая Охта) – przystanek kolejowy w miejscowości Petersburg, w Rosji. Położony jest na linii z Dworca Fińskiego do Chijtoły.
Do 2022 przystanek nosił nazwę Murino (ros. Мурино).